# Бар (Тарн)
Бар (фр. Barre) насеље је и општина у јужној Француској у региону Миди Пирене, у департману Тарн која припада префектури Кастр.
По подацима из 2011. године у општини је живело 208 становника, а густина насељености је износила 13,8 становника/km². Општина се простире на површини од 15,07 km². Налази се на средњој надморској висини од 930 метара (максималној 1.065 m, а минималној 857 m).

## Демографија
| 1962. | 1968. | 1975. | 1982. | 1990. | 1999. | 2011. |
| ----- | ----- | ----- | ----- | ----- | ----- | ----- |
| 362   | 384   | 369   | 286   | 257   | 215   | 208   |

График промене броја становника у току последњих година